# 209e régiment d'artillerie
Le 209e régiment d'artillerie est une unité de l’Armée de terre française, qui a combattu et existé pendant la Première Guerre mondiale et la Seconde Guerre mondiale.
Le 209e régiment d'artillerie de campagne est formé à partir de l'artillerie de la 16e division d'infanterie coloniale en avril 1917, avec trois groupes de canons de 75 de campagne. En mai 1918, ce régiment devient le 42e régiment d'artillerie coloniale.
Le 209e régiment d'artillerie lourde divisionnaire est créé à la mobilisation de 1939. Il forme l'artillerie lourde de la 66e division d'infanterie alpine pendant la bataille de France, à l'issue de laquelle il est dissous.

## Colonels et chefs de corps
- 1918 : colonel Lotte
- septembre 1939 - janvier 1940 : colonel Guguen[1]
- janvier - juin 1940 : lieutenant-colonel Golet[1]

## Création et différentes dénominations
- 1er avril 1917 : création du 209e régiment d'artillerie de campagne (209e RAC)
- 1er mai 1918 : devient le 42e régiment d'artillerie coloniale
- 10 septembre 1939 : création du 209e régiment d'artillerie lourde divisionnaire (209e RALD)
- juin 1940 : dissolution

## Historique des garnisons, campagnes et batailles

### Première Guerre Mondiale
Le 209e régiment d'artillerie de campagne (209e RAC) est formé le 1er avril 1917 :
- le 1er groupe à partir du 7e du 42e RAC,
- le 2e groupe à partir du 2e du 9e RAC,
- le 3e groupe à partir du 4e du 9e RAC.

Le 1er groupe est alors en position au pied du Páiko, dans la boucle de la Cerna. Il est détaché auprès de la division russe du front de Macédoine.

En mars, les futurs 2e et 3e groupes sont installés au nord de Bitola (ou Monastir), en appui de la 76e division d'infanterie française. Cette dernière est relevée par la 16e division d'infanterie coloniale (16e DIC) du 10 au 20 mars. À partir du 5 avril, les 2e et 3e groupes quittent la région de Monastir pour la boucle de la Cerna.

### Seconde Guerre mondiale
Le 209e régiment d'artillerie lourde divisionnaire est mis sur pied le 13 septembre 1939 par le centre mobilisateur d'artillerie no 16 de Castres et Montpellier. Avec le 9e régiment d'artillerie divisionnaire, le 209e RALD est rattaché à la 66e division d'infanterie alpine. Il est formé de deux groupes de canons de 155 courts modèle 1917.
Il combat pendant la bataille des Alpes.

## Étendard

Dessin de l'étendard du régiment.

Il porte, cousues en lettres d'or dans ses plis, l'inscription suivante :
- La Cerna 1917